# Lucien Masset
Pour les articles homonymes, voir Masset.
Lucien Joannes Masset, né le 11 mai 1914 à Lyon et mort le 17 avril 2005 à Charnay, est un gymnaste français.

## Carrière sportive
Il faisait partie du club de Lyon.
Il a représenté la France aux jeux olympiques d'été de 1936, à Berlin, ainsi qu’en 1948, à Londres.

## Palmarès
Lucien Masset a été champion de France de 1937 à 1939, soit trois années consécutives, au concours général.